# Pedro María Ibáñez
Pedro María Ibáñez (Bogotá, 20 de noviembre en 1854-Ídem., 21 de octubre de 1919) fue un historiador, médico y periodista colombiano. 

## Vida
Nació en la Hacienda Tunjuelo y fue educado en una escuela mixta en Usme, en el Colegio del educador Domingo Martínez y realizó estudios de Humanidades en el Colegio de San Bartolomé. Posteriormente estudió medicina en la Universidad Nacional en donde recibió el título de doctor en septiembre de 1876. Fue parte del ejército del Gobierno Nacional en calidad de médico durante la guerra civil de 1876 a 1878.
Fue nombrado adjunto en la legación diplomática de Colombia en Francia cuando terminó la guerra civil. Durante esta época tomó cursos de medicina en diversos hospitales de París. Su experiencia se vio enriquecida gracias a sus viajes por varios países de Europa. Participó en 1882 en el centenario del nacimiento de Simón Bolívar como presidente de la junta organizadora de los festejos y en 1892 en los actos conmemorativos del centenario del general Francisco Paula Santander.
Ocupó durante ocho años el cargo de secretario en la Academia Nacional de Medicina gracias a una de sus primeras publicaciones titulada Memorias para la historia de la medicina en Santafé de Bogotá.
Su trabajo como periodista empezó a finales del siglo XIX colaborando en el Papel Periódico Ilustrado dirigido por Alberto Urdaneta. Pedro María Ibáñez también hizo colaboró en publicaciones como Diario de Cundinamarca, La Camarilla, La Nueva Colombia, La Reforma, El Movimiento, Revista Médica, El Artesano, El Correo Nacional, El Telegrama y Los Hechos.

## Obras destacadas
- Memorias para la historia de la medicina en Santafé de Bogotá.
- Crónicas de Bogotá (cuatro volúmenes: 1913, 1915, 1917 y 1923).[3]
- Ensayo biográfico de Gonzalo Jiménez de Quesada.
- Las mujeres de la revolución de Colombia.
- Vida de Herrán (escrito con Eduardo Posada).
- El general Manuel A. López, Biografía de Córdova.
- Causa y ejecución de Raimundo Russi.
- Crímenes y castigo de Ignacio Gutiérrez.[4]
- Juicio y muerte del oidor Cortés de Mesa.
- Causa y ejecución del coronel Leonardo Infante.
- Memorias para la historia de la medicina en Santafé de Bogotá.
- Estudio cronológico del señor Adolfo Flórez.